# Zacieralia
Festiwal Twórczości Żenującej „Zacieralia” – festiwal muzyczny w Polsce, odbywający się od 2008 roku, co roku w styczniu (do 2012 r. jako Wieczór Twórczości Żenującej „Zacieralia”), który organizuje Mirosław Jędras.

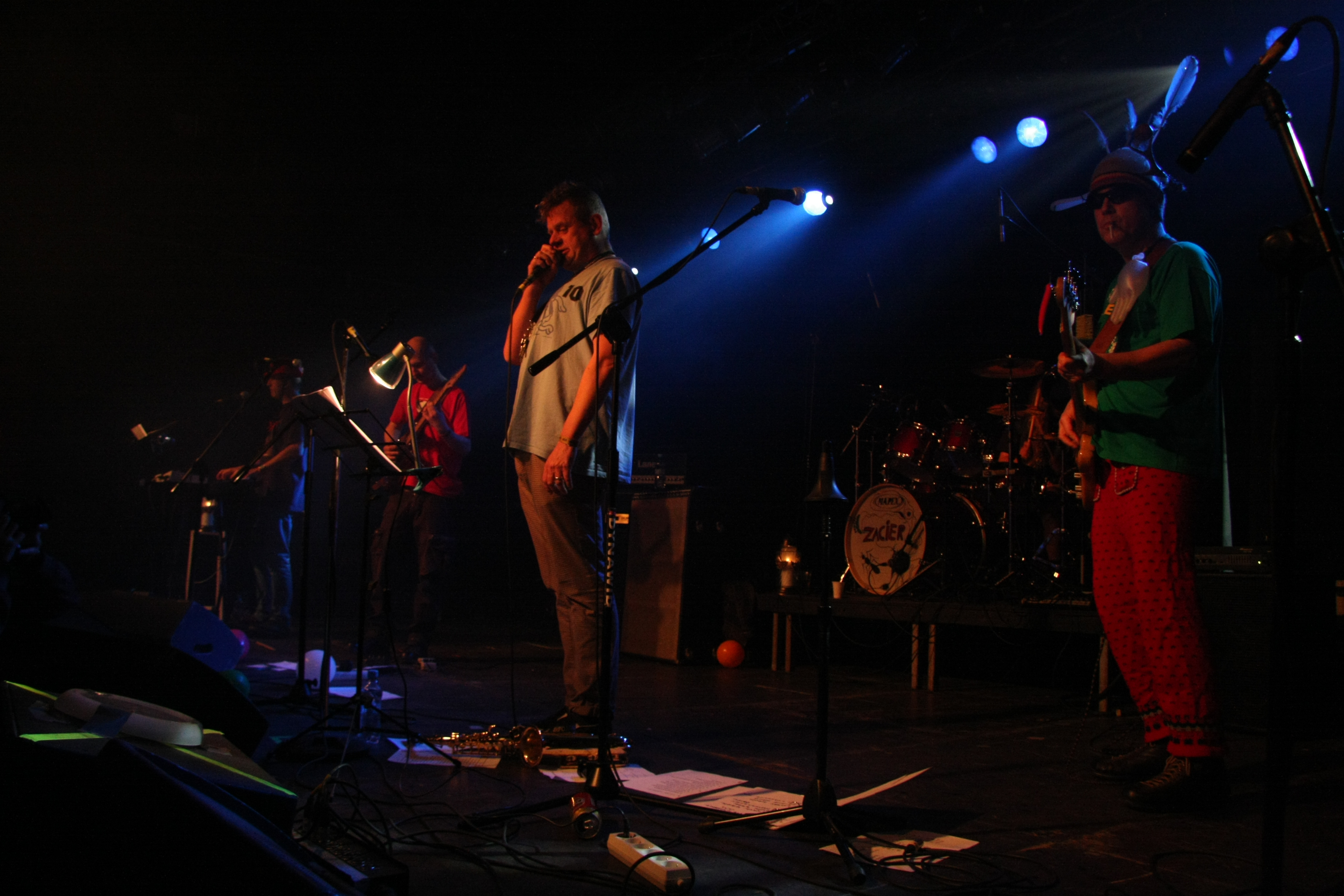
Zacieralia 2013

Biorą w nim udział Zacier oraz zaprzyjaźnione z nim zespoły:
- Zacieralia 2008 (12 stycznia): Nunczaki Orientu, Grupa Pieseek, TPN 25, Większy Obciach, Zacier, Płonąca Pyta Nerona (Kazik, Dr Yry, Mirosław Jędras, Jarosław Ważny, Piotr Łojek i inni)[1]
- Zacieralia 2009 (10 stycznia): Większy Obciach, TPN 25, S.P.E.C., Kabaret Fraszka, Zacier, Zuch Kozioł (Kuba Sienkiewicz, Piotr Łojek i Mirosław Jędras), Płonąca Pyta Nerona, Zespół Filmowy Skurcz, Zespół Filmowy „Gruszka Szczepana”[2][3]
- Zacieralia 2010 (9 stycznia): Bracia Pafnucy, Większy Obciach, TPN 25, The Andrzejs, Zacier, Zuch Kozioł, Janusz Zdunek + Marienburg, Płonąca Pyta Nerona[4]
- Zacieralia 2011 (15 stycznia): The Fauschers, Bracia Figo Fagot, Roman Malik (Dr Yry i Andrzej Izdebski), Jan Staszewski (Janusz), Zacier, Zuch Kozioł, Janusz Zdunek + Marienburg, Płonąca Pyta Nerona, Zespół Filmowy Skurcz, Zespół Filmowy „Gruszka Szczepana”[5]
- Zacieralia 2012 przekształcone zostały w dwudniowy „Festiwal Twórczości Żenującej Zacieralia” (6 i 7 stycznia): Drwal Anonim, DNA, Janusz Zdunek + Marienburg, Bracia Figo Fagot, Zacier, TPN 25, Sex Fit Thunder, Kabanos, Krupnioki, S.P.E.C., Le Moor, Dr.Hackenbush, GKS (Grochowalscy-Korecki-Sienkiewicz), Zuch Kazik (Kazik, Piotr Łojek, Mirosław Jędras), El Dupa, Płonąca Pyta Nerona[6][7]
- Zacieralia 2013 (4 i 5 stycznia): Kołłątajowska Kuźnia Prawdziwych Mężczyzn, Sieć Burdeli Po Wsiach, Roman Malik, Cremaster, No Smoki, Zacier, Starzy Sida, Bracia Figo Fagot, Grupa Pieseek, Lej Mi Pół, Zuch Kazik, Kasia i Wojtek, GKS, Janusz Zdunek + Marienburg, Płonąca Pyta Nerona, Zespół Filmowy „Gruszka Szczepana”, Szczauki Pictures[8][9]
- Zacieralia 2014 (10 i 11 stycznia): TPN 25, Sos Fosgen, Kołłątajowska Kuźnia Prawdziwych Mężczyzn, Zacier, GKS, Zuch Kazik, Dr.Hackenbush, Człowiek Widmo (The Syntetic), No Smoki, Marszałek Pizdudski, Kult, Kasia i Wojtek, Deuter, Janusz Zdunek + Kazik + Marienburg, El Dupa, Płonąca Pyta Nerona, Sławomir Shuty Trip przez Film, Łyżka Czyli Chilli, Szczauki Pictures, Zespół Filmowy „Gruszka Szczepana”[10][11][12]
- Zacieralia 2015 (9 i 10 stycznia): Czarny Ziutek z Kilerami, Voice of America (z Robertem Brylewskim), Kołłątajowska Kuźnia Prawdziwych Mężczyzn Ultra, Kazik i ProForma, Zuch Kazik, GKS, Speculum (Dr Yry, Piotr Połać, Cremaster), Krwiokał, Grupa Pieseek, Deuter, TPN 25, Kasia i Wojtek, Zacier (+ gościnnie Katarzyna Klich), Deriglasoff, Janusz Zdunek + Kazik + Marienburg, Płonąca Pyta Nerona, Zespół Filmowy „Gruszka Szczepana”, Szczauki Pictures, Łyżka Czyli Chilli, Niebieski Robi Kreski[13][14][15]
- Zacieralia 2016 (8 i 9 stycznia): Woda Ski Bla, TPN 25, Nocny Kochanek, Janusz Zdunek + Kazik + Marienburg, Zacier, GKS, Zuch Kazik, Cremaster, Curva Maxima, Ludojad, Absurd, S.P.E.C. + Roman Malik, Wu-Hae, Speculum (+ gościnnie Tymon Tymański), Deriglasoff, Apteka, Płonąca Pyta Nerona[16][17][18]
- Zacieralia 2017 (13 i 14 stycznia): Zespół Dodna, Pytong, LXMP, Roman Malik, J. Zdunek Ensemble, Zacier + Z Całym Szacunkiem Dzika Świnia, GKS, Zuch Kazik, Grupa Pieseek, Mikstura na Robale, Lej Mi Pół, Bzyk + Sztajemka, Jan Niezbendny, Cyrk Deriglasoff, Dr.Hackenbush, El Dupa Unkaziked, Płonąca Pyta Nerona[19]
- Zacieralia 2022 (14 i 15 stycznia): Bloody Mess, WOWA BAND, The Novorodkens, SMKKPM, Zacier, Apteka, Lej Mi Pół, WU-HAE, Gorgonzolla, Nicponie, Grupa Pieseek, Kuba Sienkiewicz, Teściowa Śpiewa, TPN 25 ft. Bracia Pafnucy, Kabanos The Band Płonąca Pyta Nerona ft. Chór Cantata z Opola Lubelskiego[20]

Każdą edycję festiwalu kończy występ projektu Płonąca Pyta Nerona. Jest to każdorazowo powoływana jednorazowa supergrupa składająca się z członków zespołów występujących podczas festiwalu.